# 비수 (무기)
비수(匕首)란 코등이가 없는 중국 단도를 말한다. 유사한 형태의 일본 단도를 합구(合口)라고 하며, 현재 일본어에서 혼동되고 있지만, 그 엄밀한 형상과 정의에서 비수와 합구는 다르다.
비수는 중국에서 고대부터 사용된 암기(숨길 수 있는 작은 무기)이며, 옆에서 보았을 때 숟가락 모양의 칼끝을 가졌다. 주된 용도는 암살이며, 특수한 칼끝 모양으로 인해 치사 효과를 높인다.